# International Masters Games Association
Die International Masters Games Association (IMGA) ist der weltweite Dachverband des Seniorensports (auch als Masters-Sport bezeichnet). Dazu veranstaltet sie alle vier Jahre an wechselnden Orten die World Masters Games, die Weltspiele der Seniorensportler. Unter dem Patronat der IMGA stehen auch die European Masters Games.
Ziel der IMGA ist Förderung des lebenslangen sportlichen Wettbewerbs, Freundschaft und Verständnis zwischen den reifen Sportlern, unabhängig von Alter, Geschlecht, Rasse, Religion, Sport oder Status. Die IMGA will die olympischen Bewegung fördern und unterstützt die "Sport-für-alle"-Philosophie der Olympischen Charta.
Der Verband wurde 1995 gegründet und hat seinen Sitz in Lausanne. Er ist Mitglied der Global Association of International Sports Federations (GAISF) und ist vom IOC anerkannt.